# Cucina savoiarda

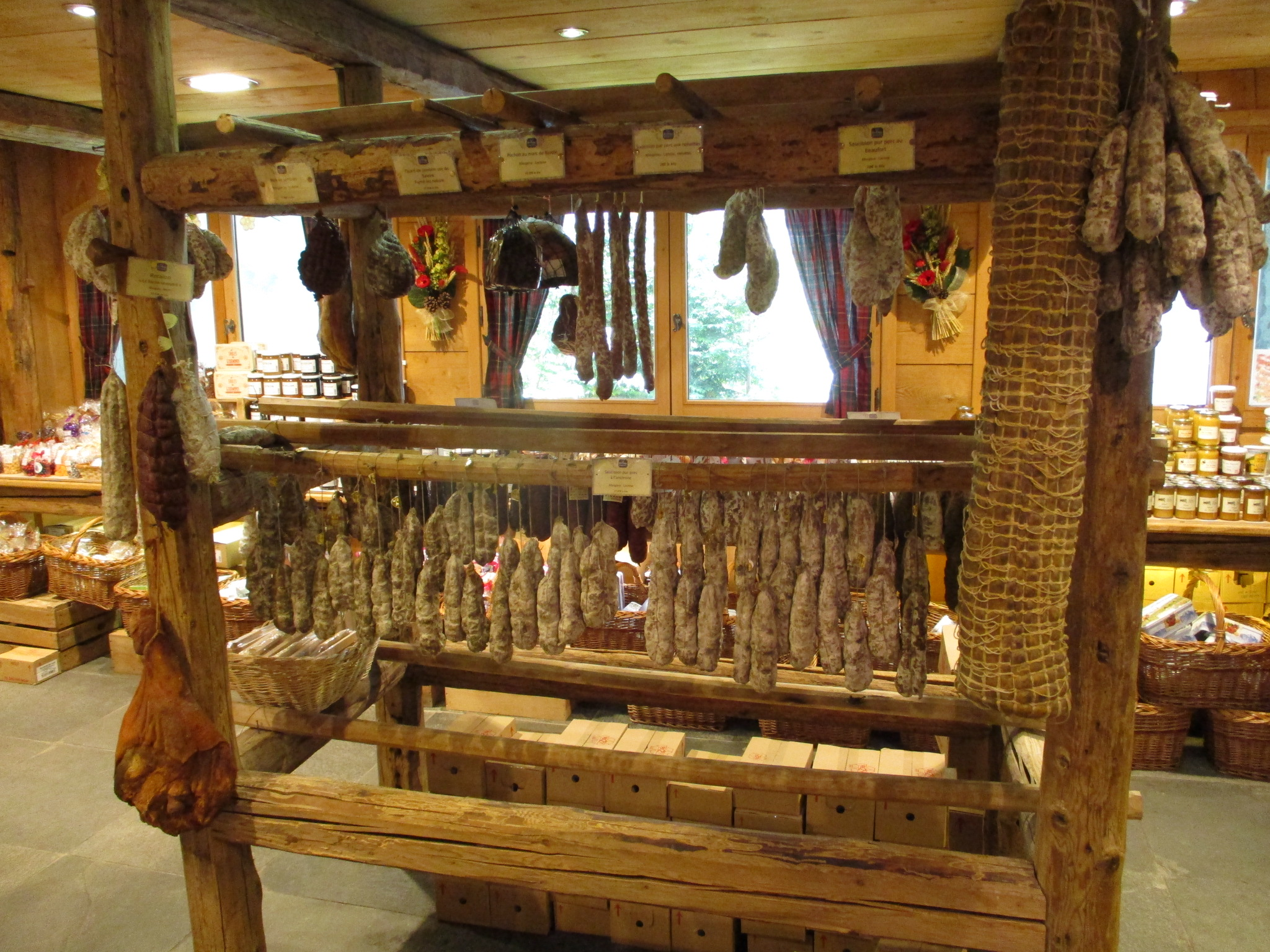
Un banco di salumi tipici savoiardi

La cucina savoiarda è la cucina tradizionale del territorio della Savoia, corrispondente agli attuali dipartimenti della Savoia e dell'Alta Savoia. Si caratterizza sia per la sua semplicità sia per l'uso di prodotti locali, in gran parte salumi e formaggi di montagna.

## Caratteristiche

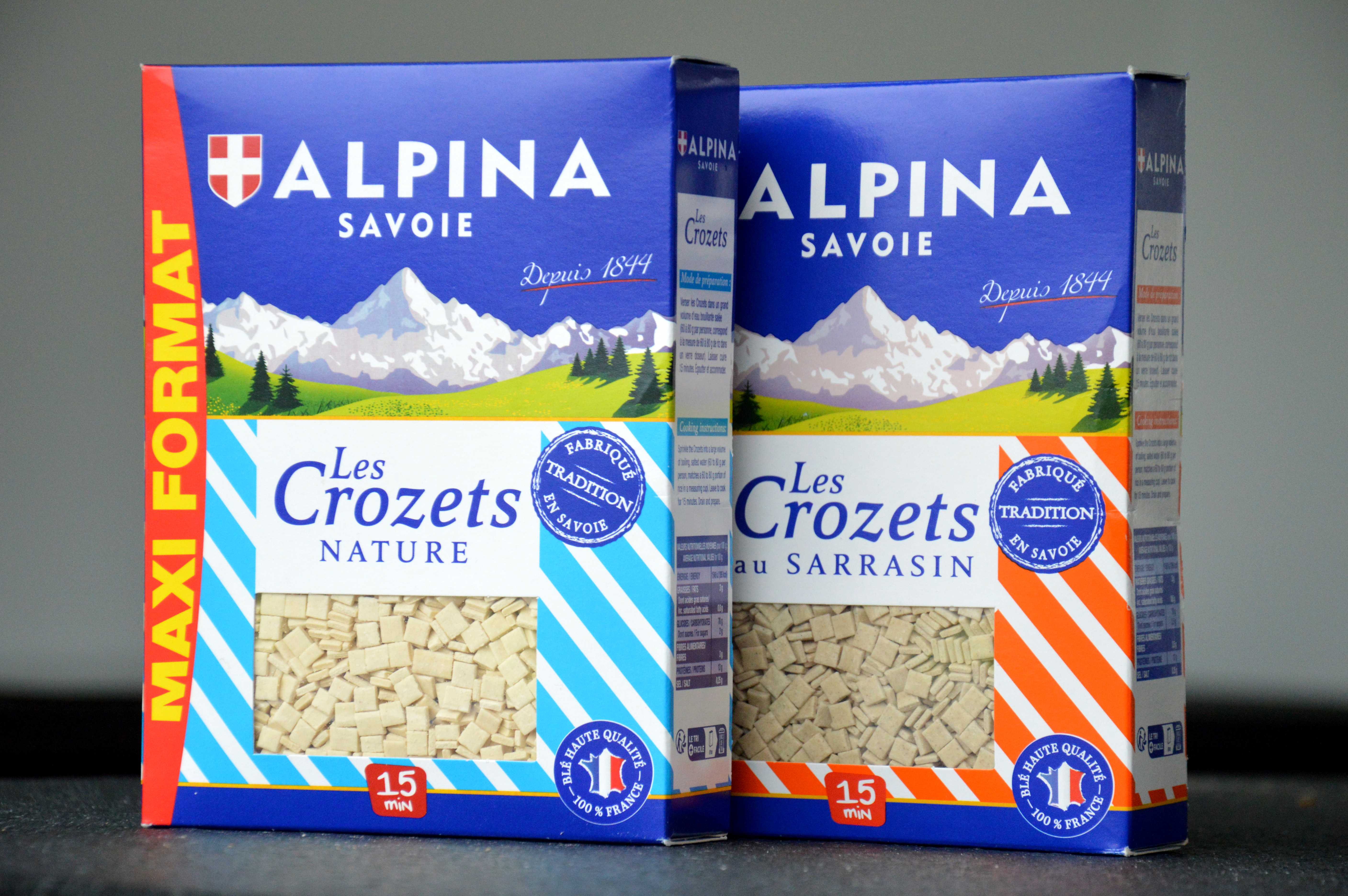
I crozets, pasta tradizionale della regione

Tra i principali prodotti della Savoia vi sono le patate, la pasta e la polenta. I formaggi e i salumi fanno anch'essi parte degli ingredienti che si trovano su una tipica tavola locale. Le spezie comunemente usate nelle preparazioni culinarie includono il pepe, la noce moscata, i chiodi di garofano e lo zafferano. Queste spezie provenivano dall'Oriente, poiché la contea poi ducato di Savoia era un importante passaggio da est a ovest per l'Europa. Lo zafferano è stato inoltre rapidamente acclimatato nelle alte valli della Moriana e della Tarantasia. La cucina tradizionale savoiarda utilizza anche la frutta secca: noci, prugne secche, uvetta e albicocche.

## Piatti tipici

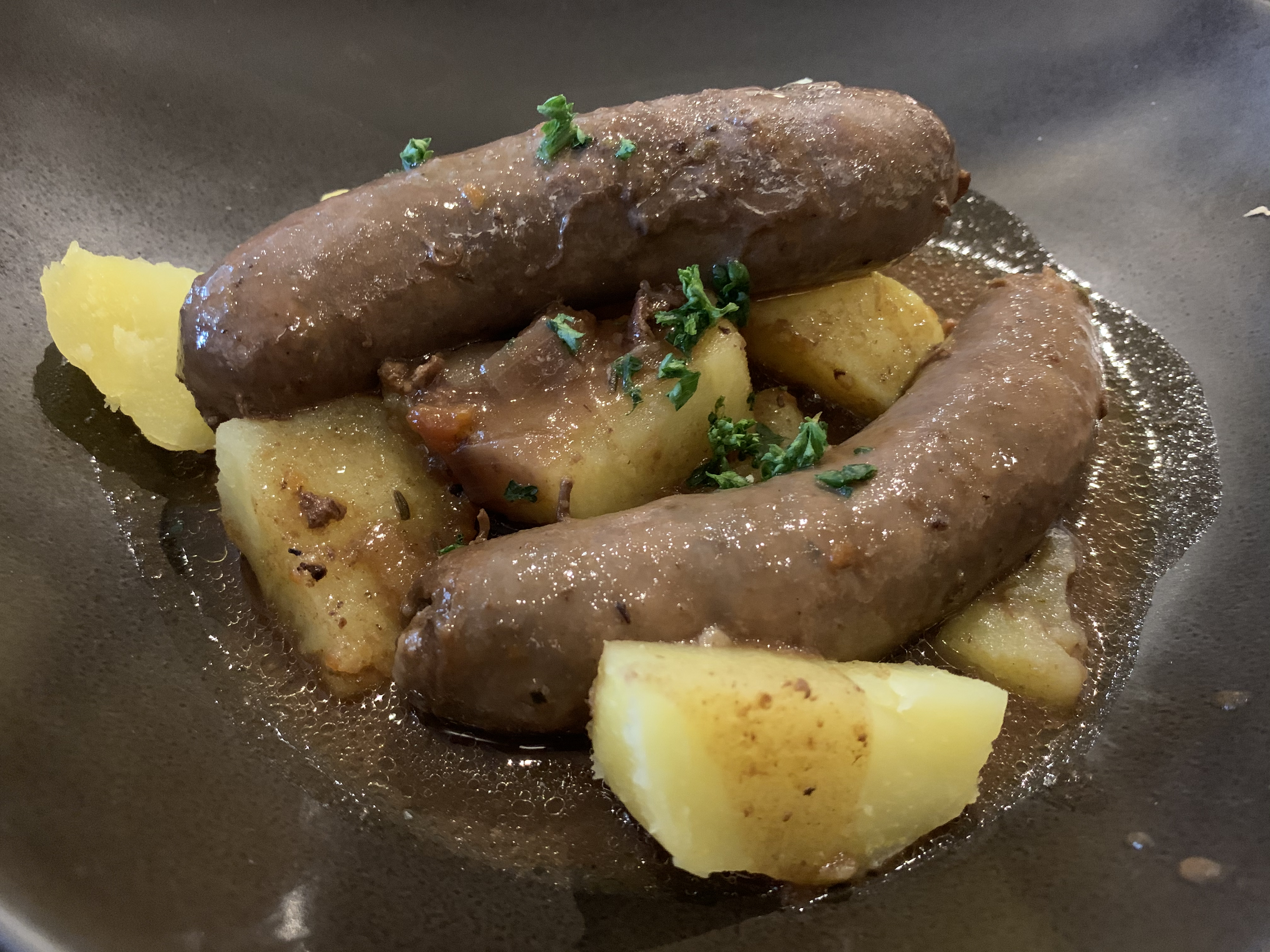
Diots al vino bianco

### Piatti unici

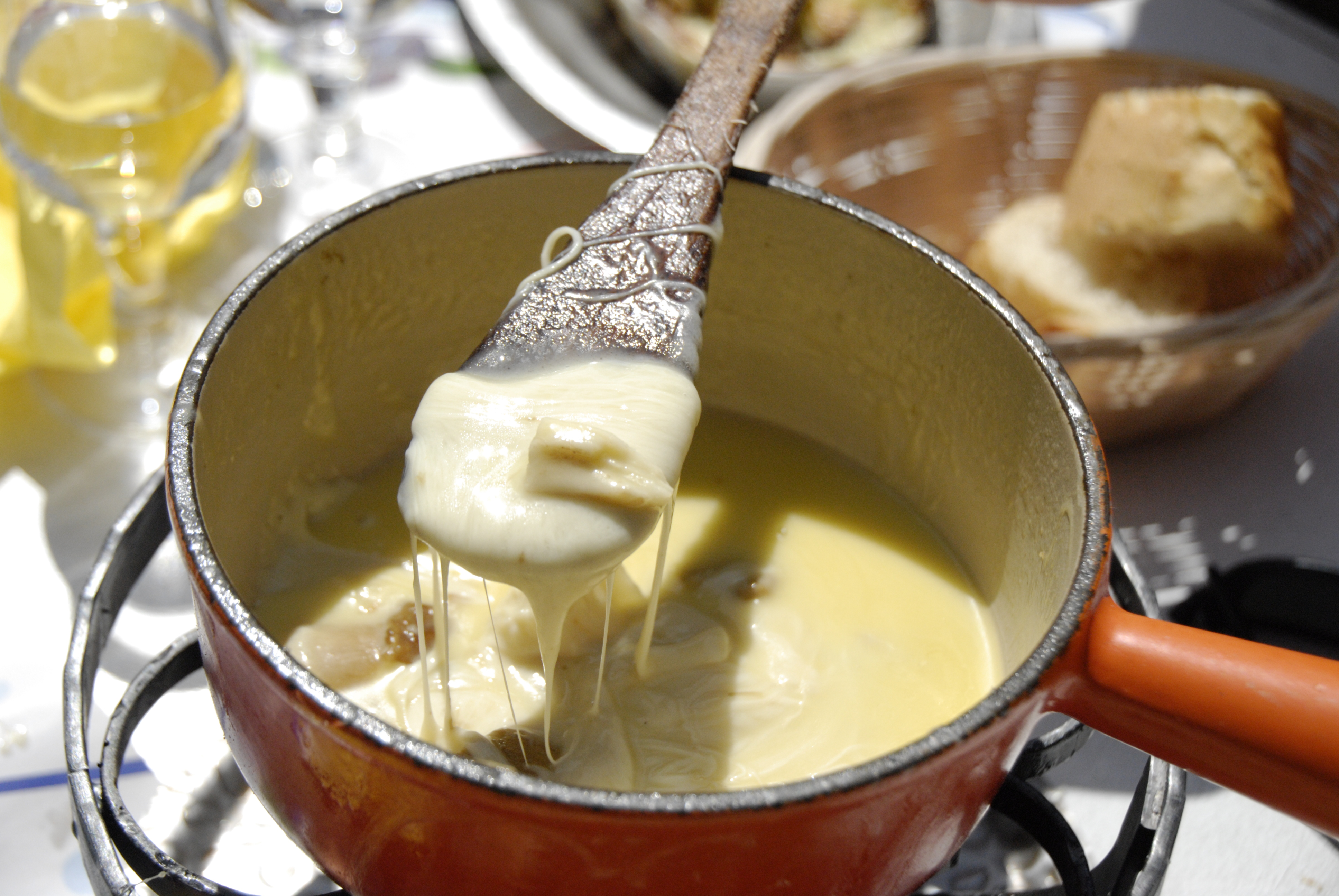
Fonduta savoiarda

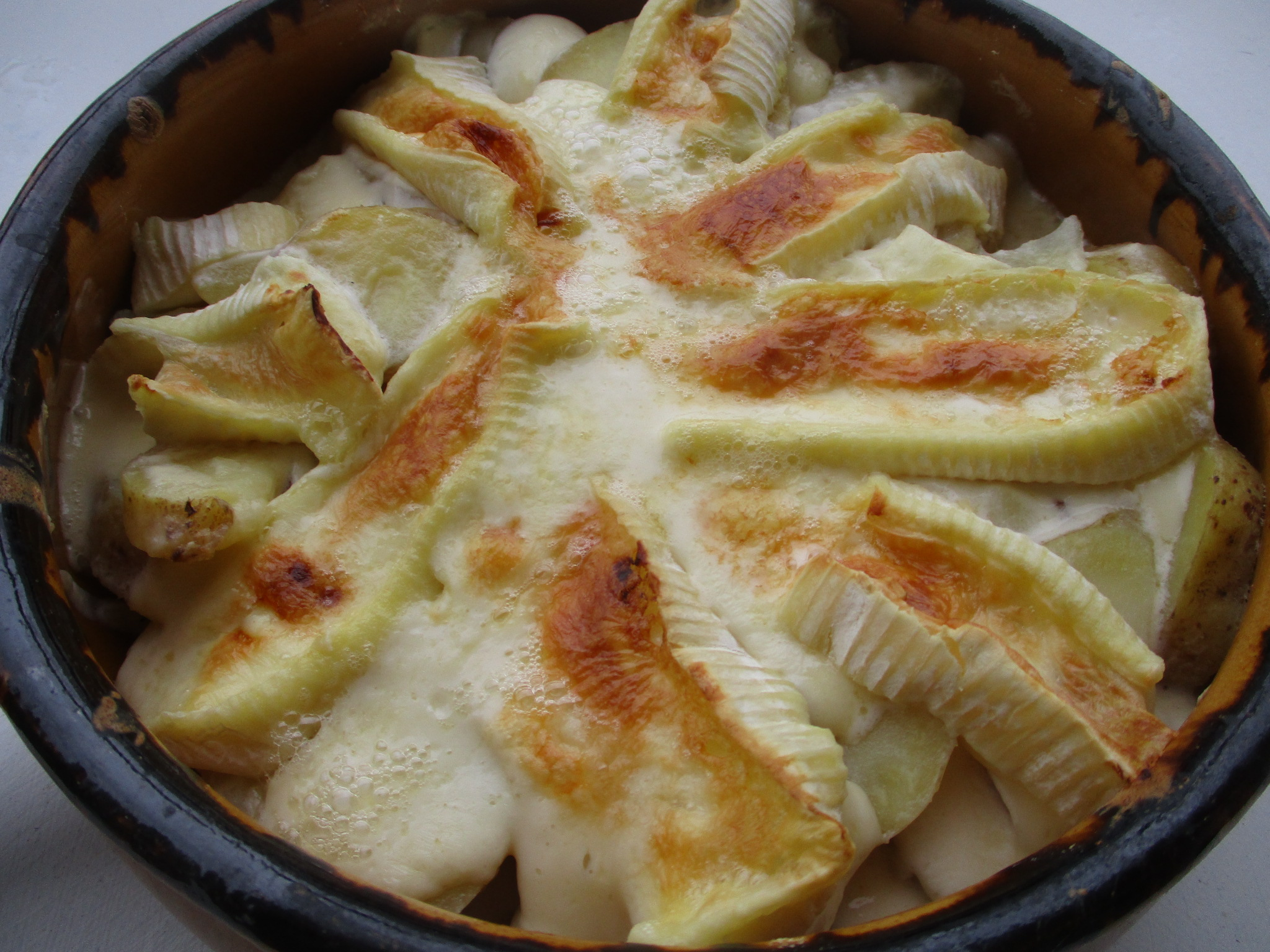
Tartiflette

- Torta ai mirtilliBerthoud
- Croûte au fromage
- Croziflette
- Crozets
- Diots al vino bianco
- Farçon

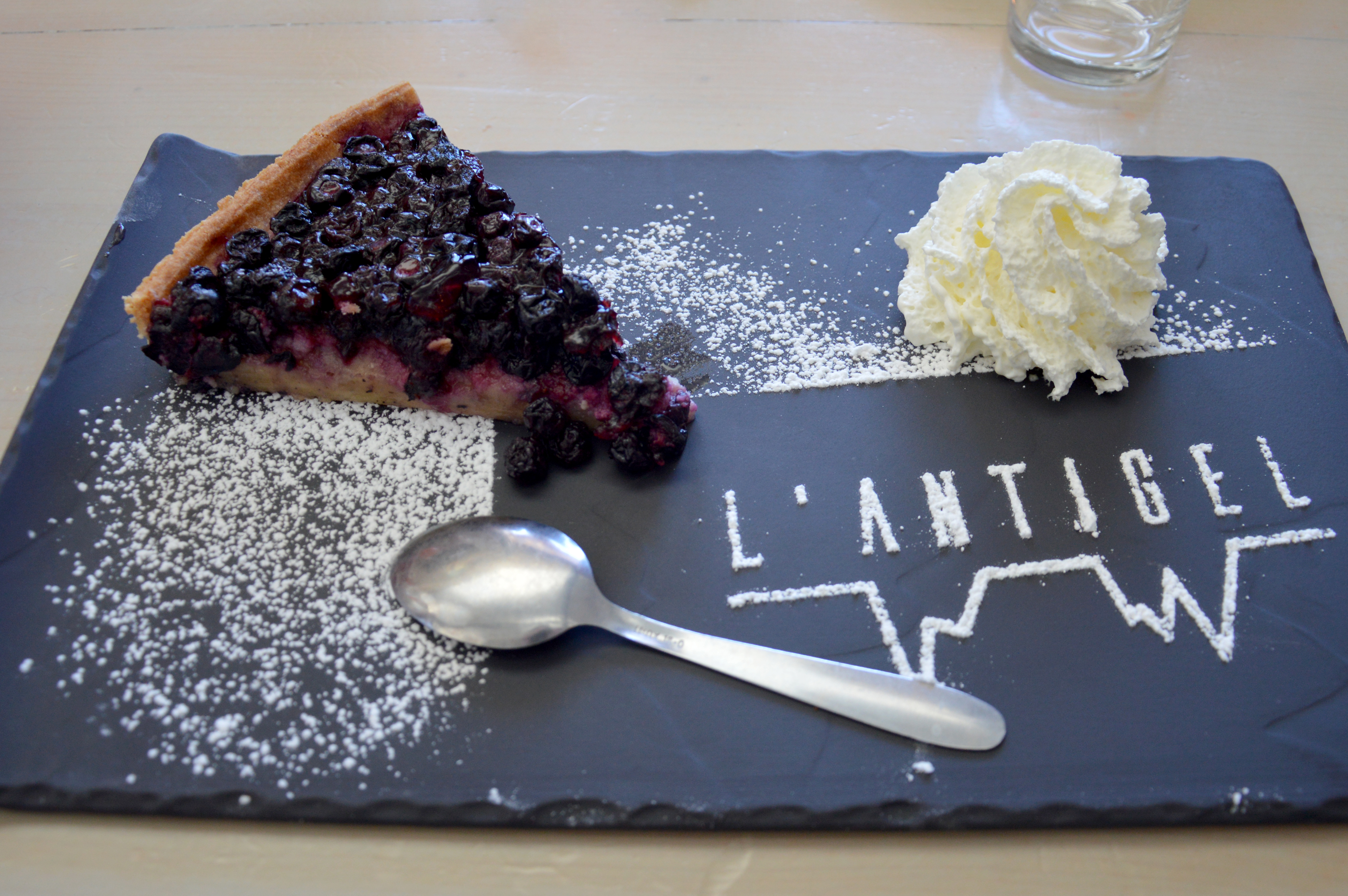
Torta ai mirtilli

- Filetto di pesce persico o di coregone bianco
- Fonduta savoiarda
- Frittelle di patate
- Gratin savoiardo
- Péla
- Poêlée montagnarde
- Polenta
- Tartiflette

### Dolci
- Bescoin
- Bugne
- Croix de Savoie
- Gâteau de Saint-Genix
- Matafan
- Rioute
- Rissoles
- Tartufi al cioccolato
- Torta ai mirtilli
- Torta savoiarda
- Zabaione

## Prodotti

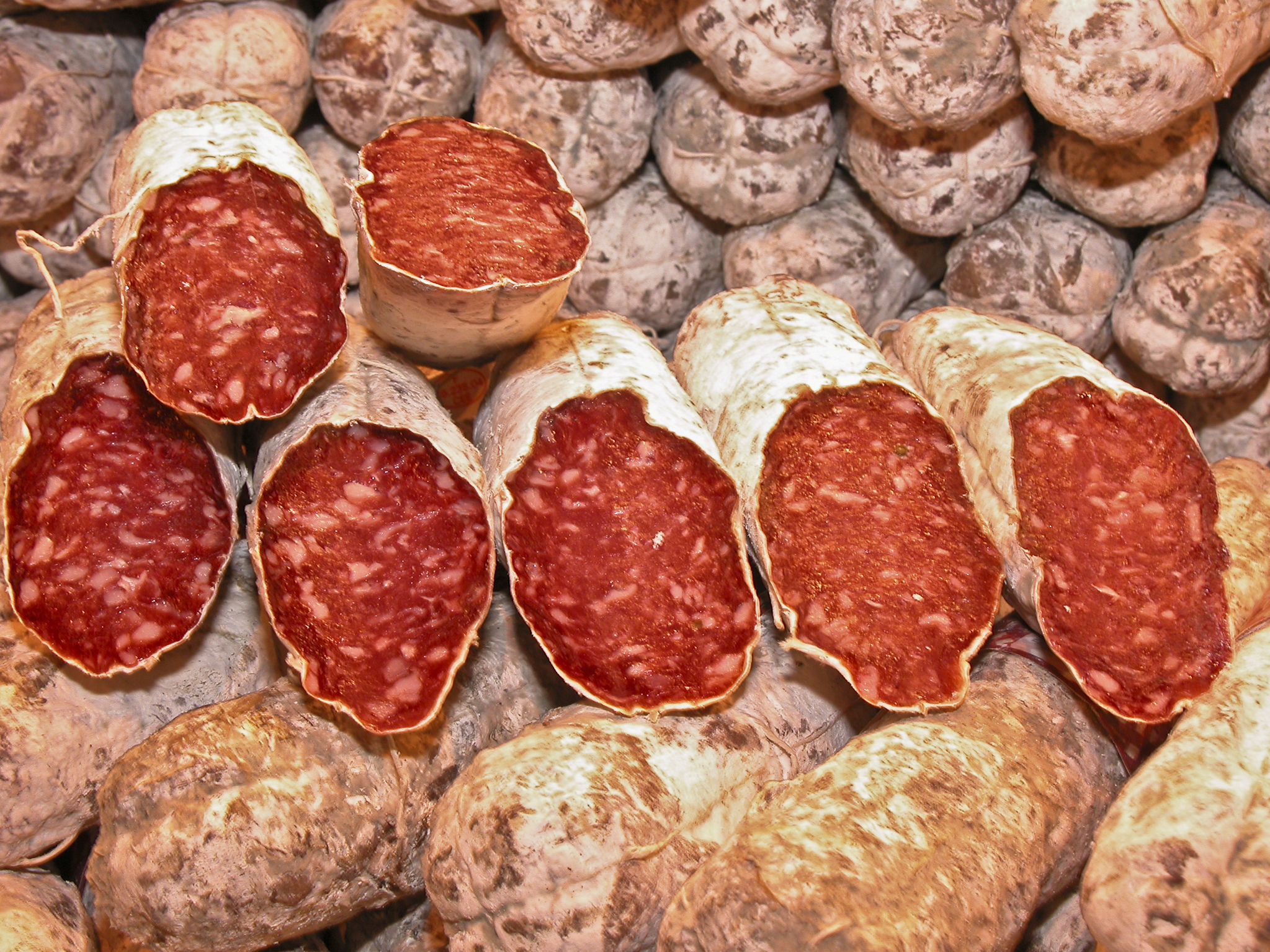
Saucisson de Savoie

### Salumi e insaccati

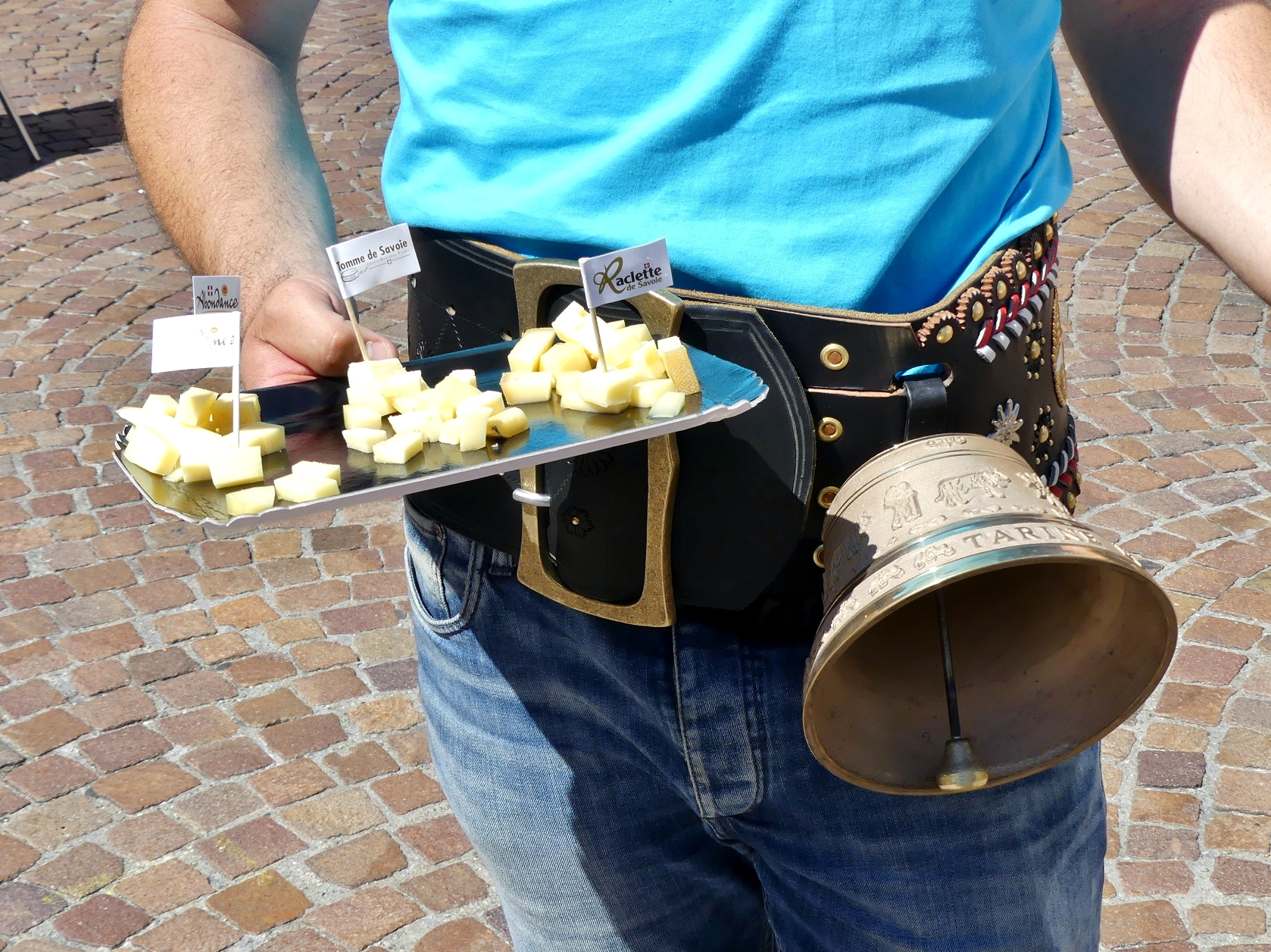
Tagliere di formaggi savoiardi e campanaccio da tarina

- Tagliere di formaggi savoiardi e campanaccio da tarinaAtriaux
- Longeole
- Pormonaise
- Salsiccia di Magland
- Saucisson de Savoie

### Formaggi
- Abondance
- Beaufort
- Chevrotin
- Emmental di Savoia
- Raclette
- Reblochon
- Tome des Bauges
- Tomme de chèvre de Savoie
- Tomme forte de Savoie
- Tomme de Savoie

## Bevande

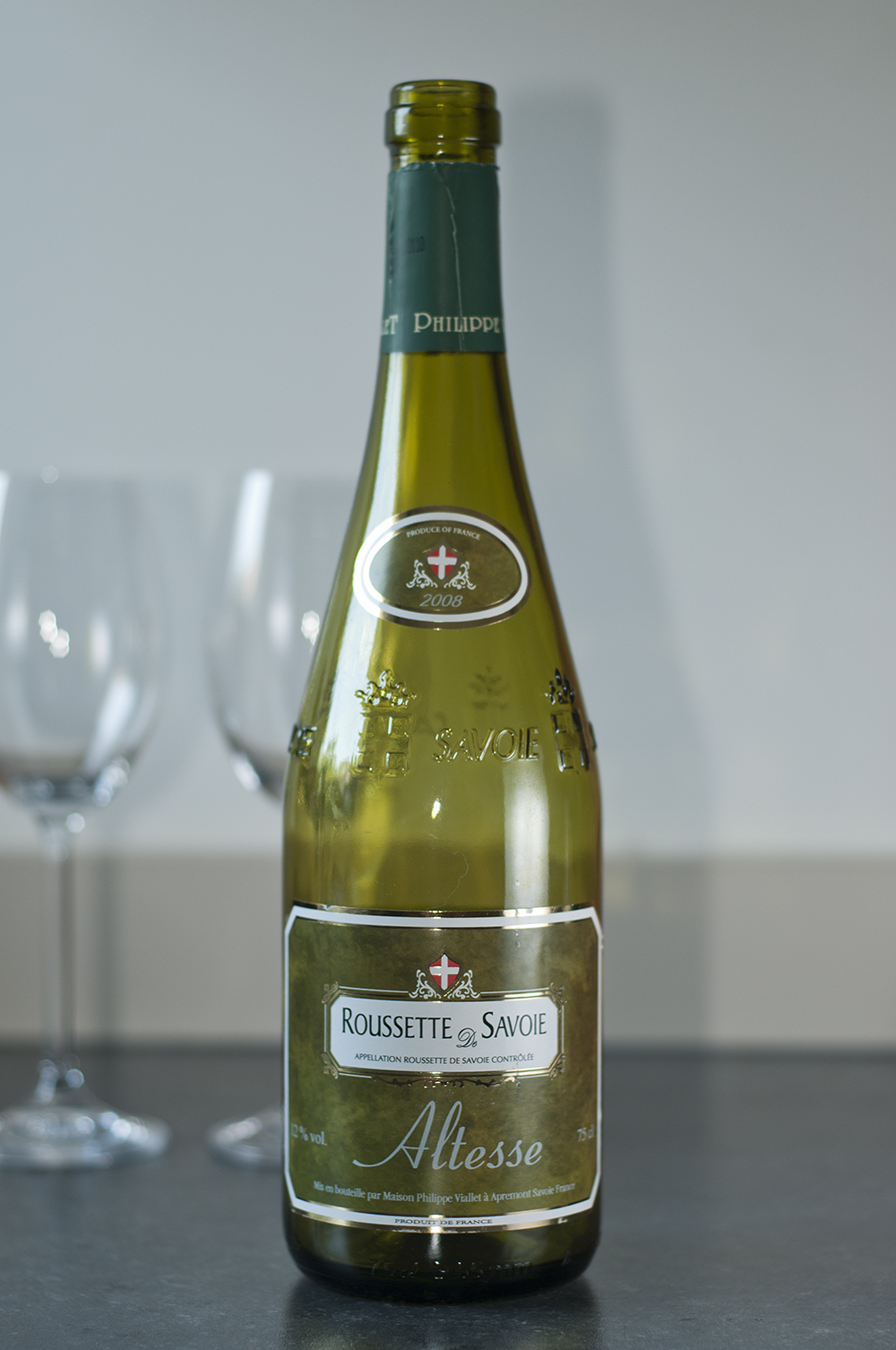
Roussette de Savoie

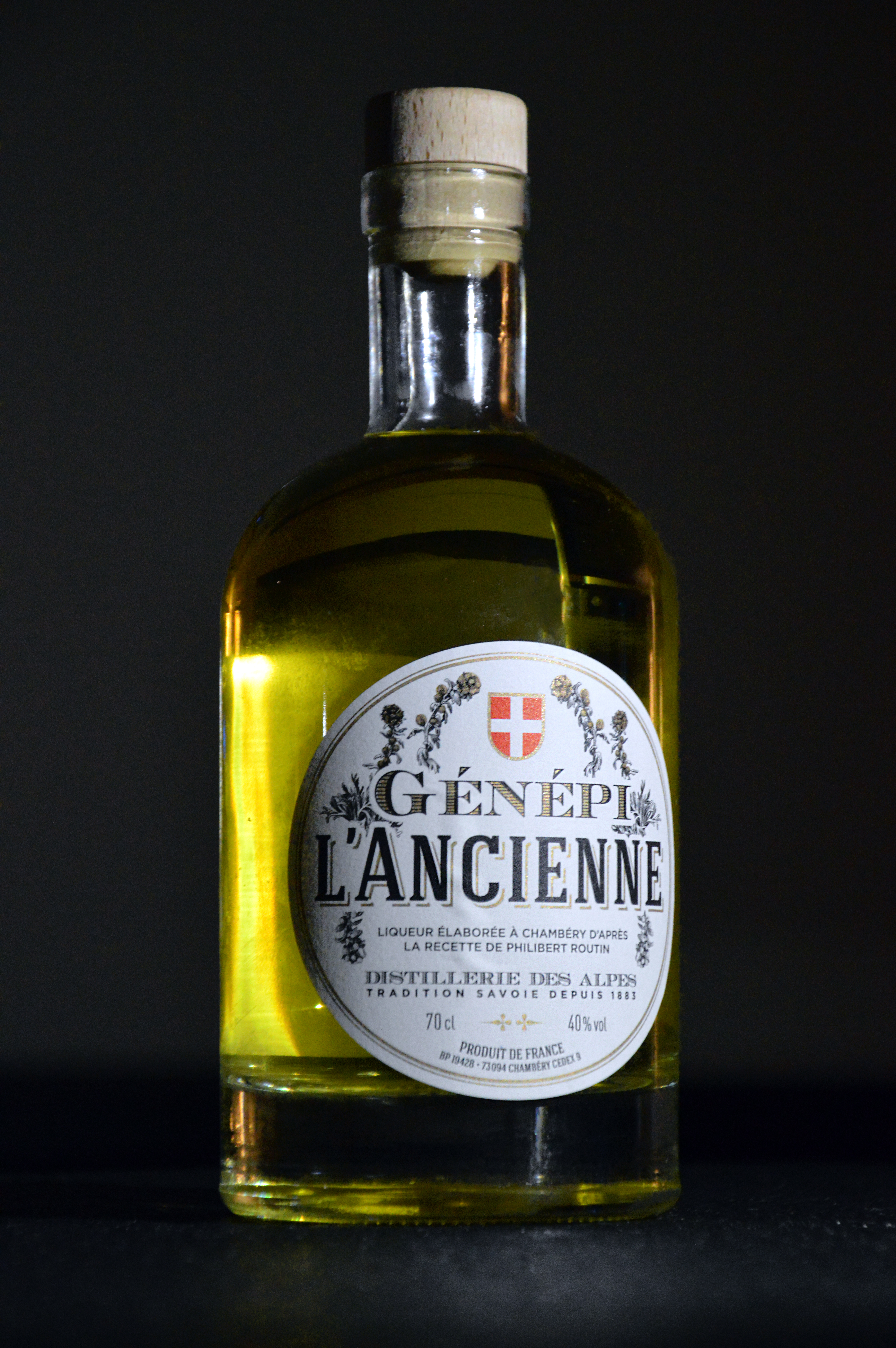
Genepì

### Vini
- Roussette de Savoie (AOC)
- Seyssel (AOC)
- Vin des Allobroges (IGP)

### Distillati
- Chèvre
- Grolle
- Marc de Savoie (AOC)

### Liquori
- Genepì
- Liqueur des Aravis